# Le Pas-Saint-l’Homer
Le Pas-Saint-l’Homer település Franciaországban, Orne megyében. Lakosainak száma 128 fő (2022. január 1.). Le Pas-Saint-l’Homer Les Menus, Fontaine-Simon, Meaucé, Bretoncelles, La Madeleine-Bouvet és Moutiers-au-Perche községekkel határos.

## Népesség
A település népességének változása:
| Lakosok száma | 143  | 145  | 141  | 133  | 130  | 128  | 125  | 126  | 128  |
|               | 2013 | 2015 | 2016 | 2017 | 2018 | 2019 | 2020 | 2021 | 2022 |